# Jean Hotteterre
Jean Hotteterre (Parigi, ... – Parigi, 1720) è stato un musicista e compositore francese, parte della famiglia Hotteterre, che prestò servizio alla corte di Luigi XIV.

## Biografia
Egli e i suoi fratelli Jacques-Martin e Nicolas apportarono numerosi miglioramenti all'oboe, trasformando la ciaramella nello strumento giunto poi ai nostri giorni con delle lievi modifiche. Sui loro studi, Michel II Danican Philidor realizzò poi lo strumento vero e proprio che ai nostri giorni è l'oboe.